# Back to the Past
Pour plus de détails, voir Fiche technique et Distribution.
Back to the Past (尋秦記, Xun qin ji) est un film d'action historique hongkongais réalisé par Ng Yuen-fai et Jack Lai et dont la date de sortie n'est pas annoncée.
Produit par la société de production de Louis Koo, One Cool Film Production, et doté d'un budget de 45 millions US$, c'est la suite de la série télévisée A Step into the Past (en) de 2001,, elle-même basée sur un roman de Huang Yi (en).

## Fiche technique
- Titre original : 尋秦記
- Titre international : Back to the Past
- Réalisation : Ng Yuen-fai et Jack Lai
- Scénario : Chang Chia-lu
- Photographie : Kenny Tse
- Société de production : One Cool Film Production
- Pays d'origine :  Hong Kong
- Langue originale : cantonais
- Format : couleur
- Genre : action, science-fiction, historique
- Dates de sortie : Date sujette à modification

## Distribution
- Louis Koo : Hong Siu-lung
- Jessica Hsuan (en) : Wu Ting-fong
- Raymond Lam (en) : Ying Ching
- Sonija Kwok (en) : Kam Ching
- Joyce Tang (en) : Sin-yau
- Michelle Saram (en) : la princesse Chiu Sin

## Production

### Développement
Depuis de nombreuses années, Louis Koo a exprimé son intérêt à adapter la série A Step into the Past (en) sur grand écran. La société de production cinématographique de Koo, One Cool Film Production, acquiert les droits de la série en 2015 et le développement d'un film débute.
En mars 2018, il est annoncé qu'en dehors de Koo, Jessica Hsuan (en) et Raymond Lam (en) reprendront également leurs rôles dans la série et que la production devrait commencer fin 2018 avec un budget de 45 millions US$. Jack Lai réalisera son premier film.
En février 2019, il est annoncé que Sammo Hung serait le directeur des scènes d'action du film.
Le 18 mars 2019, le film est promu au marché international du film de Hong Kong (HKTDC). Outre Koo, Hsuan et Lam, les autres actrices de la série Joyce Tang (en) et Michelle Saram (en) sont également présentes à l'événement, confirmant leur participation au film. L'artistes des effets visuels Ng Yuen-fai co-réalisera également le film avec Lai.

### Tournage
Le tournage principal commence en avril 2019 au Guizhou. Le 12 avril 2019, des photos du tournage sont diffusées, montrant Louis Koo en costume. La production du film se termine officiellement le 7 juillet 2019.